# Taça 12 de Novembro de 2016
A Taça 12 de Novembro de 2016 foi a 4ª edição oficial do torneio de futebol timorense. Foi organizada pela Federação de Futebol de Timor-Leste e contou com 21 times participantes. 
O campeão foi a equipa do A.S. Ponta Leste, que conquistou o seu primeiro título no torneio e classificou-se para a Supertaça Liga Futebol Amadora.

## Formato
O torneio utiliza o sistema de eliminatórias a uma mão, iniciando-se pela primeira fase com dez jogos. Foi disputado pelos clubes da primeira e da segunda divisão da então Liga Futebol Amadora, o campeonato nacional. Todas as partidas foram tiveram lugar no Estádio Nacional de Timor-Leste, na capital Díli.
O primeiro jogo do torneio foi realizado em 4 de agosto, entre a equipa do FC Aitana (campeã de 2015) e o Zebra F.C. (vice-campeão da segunda divisão).

## Tabela

### Primeira Fase
Os jogos da primeira fase foram realizados entre os dias 4 e 19 de agosto. A equipa do Sport Díli e Benfica (da Segunda Divisão) foi sorteada diretamente para a fase seguinte. Em negrito estão os times classificados.
| Equipe 1                | Resultado   | Equipe 2                |
| ----------------------- | ----------- | ----------------------- |
| FC Aitana (C)           | 2–1         | Zebra F.C.              |
| Sport Laulara e Benfica | 1–0         | F.C. Nagardjo           |
| YMCA FC                 | 2–0         | Sporting Clube de Timor |
| Assalam F.C.            | 3–1         | ADR União               |
| Carsae FC               | 0–1         | Karketu Dili F.C.       |
| Café F.C.               | 2–7         | DIT FC                  |
| Kablaki F.C.            | 1–1 (5–4 p) | Santa Cruz              |
| F.C. Académica          | 3–1         | Lica-Lica               |
| FC Porto Taibesse       | 0–3         | A.S. Ponta Leste        |
| Atlético Ultramar       | 0–2         | Cacusan CF              |

### Segunda Fase
Os jogos da segunda fase foram realizados entre os dias 20 e 27 de agosto, em Díli. A equipa do Cacusan CF foi sorteada direto para a fase seguinte. Em negrito estão os times classificados.
| Equipe 1          | Resultado | Equipe 2                |
| ----------------- | --------- | ----------------------- |
| FC Aitana (C)     | 0–1       | Sport Laulara e Benfica |
| YMCA FC           | 0–2       | Assalam F.C.            |
| Karketu Dili F.C. | 3–0       | Sport Díli e Benfica    |
| DIT FC            | 10–1      | Kablaki F.C.            |
| F.C. Académica    | 0–1       | A.S. Ponta Leste        |

### Terceira Fase
Os jogos da terceira fase foram realizados nos dias 28 de agosto e 1 de setembro. As equipas do DIT FC e do Sport Laulara e Benfica foram sorteadas direto para a fase seguinte. Em negrito estão os times classificados.
| Equipe 1     | Resultado    | Equipe 2          |
| ------------ | ------------ | ----------------- |
| Assalam F.C. | 1–0          | Karketu Dili F.C. |
| Cacusan CF   | 2–2 (4-6 p.) | A.S. Ponta Leste  |

## Fase Final
|  | Semifinal               | Semifinal        |   |  | Final                | Final |  |
|  |                         |                  |   |  |                      |       |  |
|  | Díli, 3 de setembro     |                  |   |  |                      |       |  |
|  | Assalam F.C.            | 3                |   |  |                      |       |  |
|  | Sport Laulara e Benfica | 1                |   |  |                      |       |  |
|  |                         |                  |   |  |                      |       |  |
|  |                         |                  |   |  | Díli, 10 de setembro |       |  |
|  |                         |                  |   |  | Assalam F.C.         | 0     |  |
|  |                         | A.S. Ponta Leste | 1 |  |                      |       |  |
|  |                         |                  |   |  |                      |       |  |
|  |                         |                  |   |  |                      |       |  |
|  |                         |                  |   |  |                      |       |  |
|  | Díli, 4 de setembro     |                  |   |  |                      |       |  |
|  | DIT FC                  | 1                |   |  |                      |       |  |
|  | A.S. Ponta Leste        | 2                |   |  |                      |       |  |

### Partida Final
| 10 de setembro de 2016 | Assalam F.C. | 0 - 1 | A.S. Ponta Leste    | Estádio Nacional de Timor-Leste, Díli |
| 15:00 UTC+9            |              |       | Silveiro Garcia 60' |                                       |

### Premiação
| Taça 12 de Novembro de 2016          |
| Timor-Leste                          |
| ------------------------------------ |
| A.S. Ponta Leste Campeão (1º título) |

## Ligações Externas
- Página oficial - no Facebook